# Kalifornikacija
Kalifornikacija (eng. Californication) je američka televizijska serija, autora Toma Kapinosa. Prva epizoda emitirana je 13. kolovoza 2007., dosad je snimljeno pet sezona, a snimat će se i šesta. Serija je osvojila nekoliko nagrada i nominacija, uključujući Emmy i Zlatni globus.

## Radnja serije
Glavni lik serije je Hank Moody (David Duchovny), nekadašnji poznati spisatelj, koji preseljenjem u Kaliforniju doživljava "spisateljsku blokadu". Dok živi raskalašenim životom, uživajući u alkoholu, drogama te ženama, istovremeno nastoji popraviti odnos sa svojom bivšom ženom Karen i kćeri Beccom.

## Glumačka postava

### Glavni likovi
- Hank Moody (David Duchovny)
- Karen van der Beek (Natascha McElhone) - Hankova bivša žena
- Rebecca "Becca" Moody (Madeleine Martin) - kći Hanka i Karen
- Charlie Runkle (Evan Handler) - Hankov agent
- Marcy Runkle (Pamela Adlon) - Charlijeva bivša supruga

### Sporedni likovi
- Mia Lewis (Madeline Zima) - kći Billa Lewisa (sezone 1-4)
- Richard Bates (Jason Beghe) - bivši profesor Karen van der Beek, a kasnije i suprug (sezone 3-5)
- Stu Beggs (Stephen Tobolowsky) - filmski producent i Marcyin dečko, a poslije i suprug (sezone 4 i 5)
- Tyler (Scott Michael Foster) - Beccin dečko (sezona 5)

## Zanimljivosti
Rock sastav Red Hot Chili Peppers 2007. godine je podnio tužbu protiv serije, jer su za njen naslov bez dopuštenja iskoristili ime njihovog poznatog albuma i singla (Californication). Također je zanimljivo da su imena Hankovih romana, zapravo imena albuma thrash metal sastava Slayer: South of Heaven, Seasons in the Abyss i God Hates Us All. Također, u prvoj sezoni se čekanje na novo Hankovo djelo, uspoređuje s čekanjem novog albuma Guns N' Rosesa, Chinese Democracy, na kojeg se čekalo više od deset godina.